# (3158) Anga
Anga és l'asteroide número 3158. Va ser descobert per l'astrònom Nikolai Stepànovitx Txernikh des de l'observatori de Nautxni, el 24 de setembre de 1976. La seva designació alternativa és 1976 SU2.